# Noordse Compagnie
De Noordse Compagnie, ook Compagnie van Spitsbergen en in haar nadagen Groenlandse Compagnie genoemd,  was een Nederlands kartel voor de walvisvaart. Het samenwerkingsverband werd opgericht door de deelnemende steden en bestond van 1614 tot 1642. Het doel was vooral de winning en verhandeling van walvistraan, een commercieel aantrekkelijk product. De Compagnie was ook belangrijk om sterker te staan in conflicten met Engelsen en Denen over toegang tot de vangstgebieden. De Nederlanders namen lange tijd zo'n 40% van alle gevangen Groenlandse walvissen voor hun rekening. In de Republiek had de Compagnie jarenlang het handelsmonopolie voor walvistraan.

## Geschiedenis

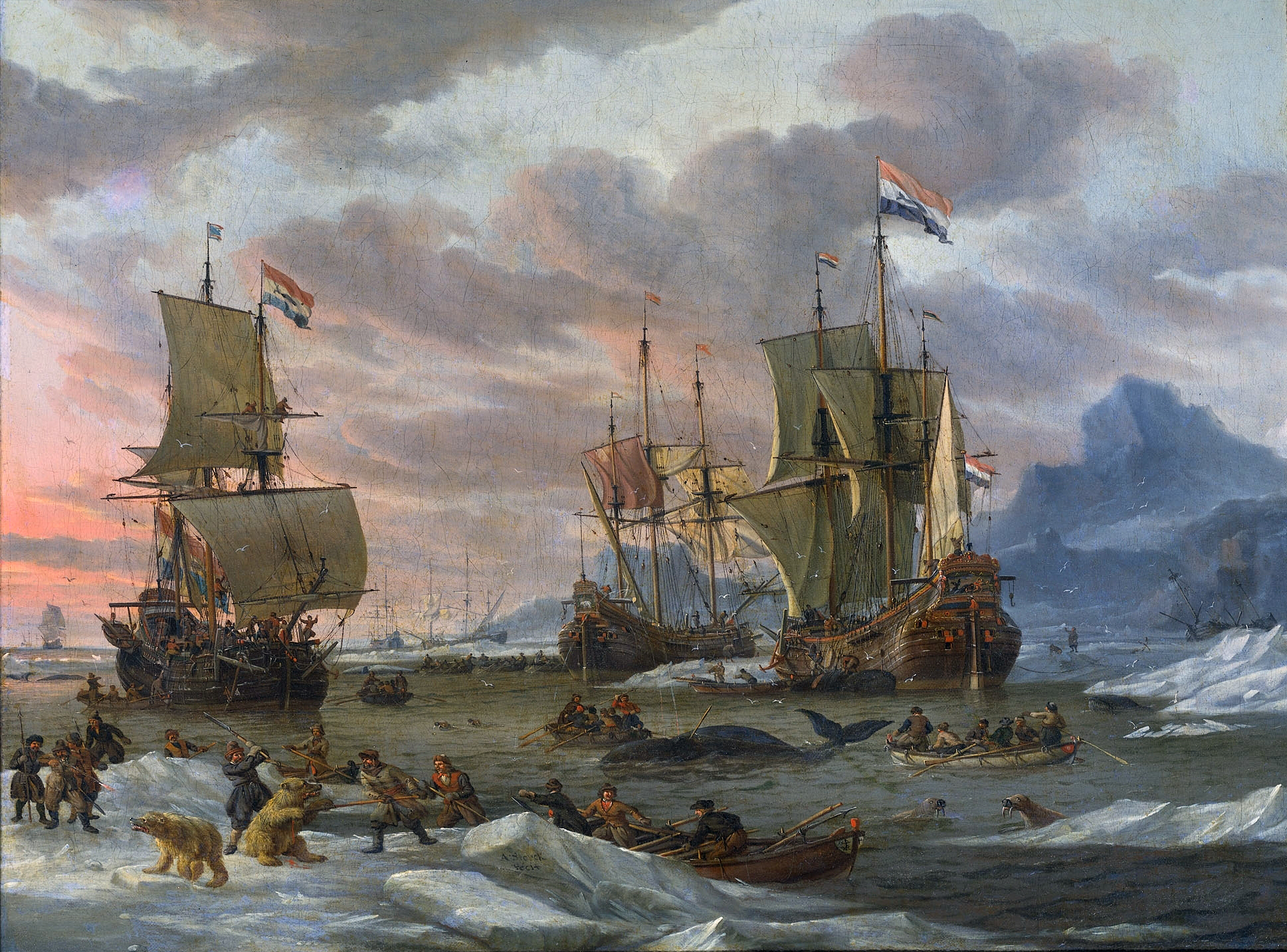
Walvisvangst, door Abraham Storck (1690)

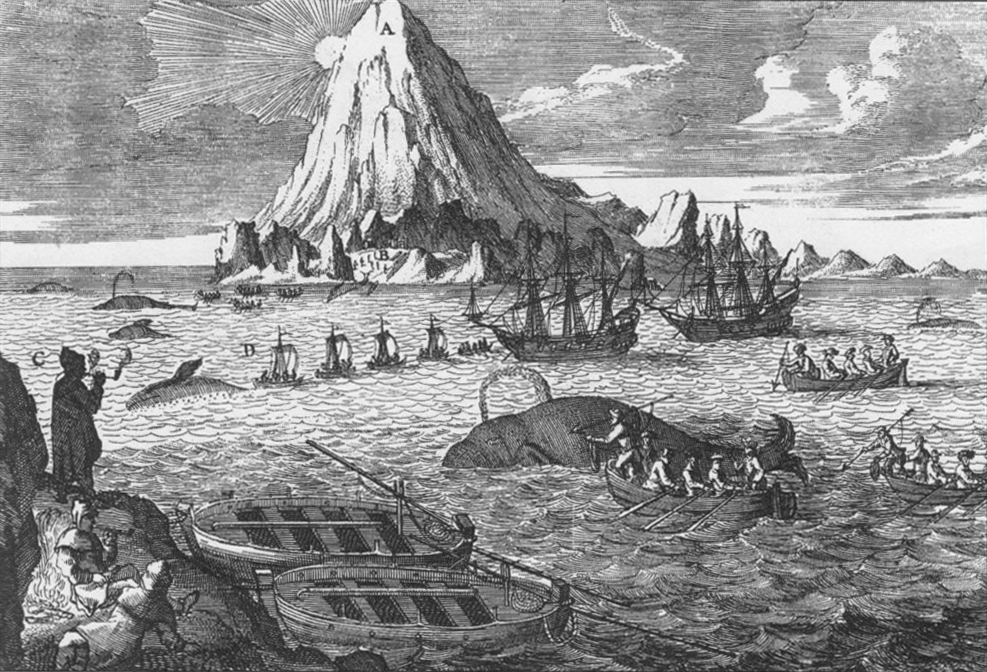
Gravure uit de 18e eeuw met Nederlandse walvisvaarders jagend op Groenlandse walvissen bij Jan Mayen. Op de achtergrond de Beerenberg

In 1612 werd voor het eerst melding gemaakt van een Nederlandse commerciële expeditie naar Spitsbergen, nadat men eerder tot de conclusie was gekomen dat de walvisvangst bij Kaap de Goede Hoop geen goede perspectieven bood. De schippers Willem Cornelisz. van Muyden uit Amsterdam en Claes Cornelisz van Sardam visten dat jaar bij de in 1596 door Willem Barentsz ontdekte eilandengroep. Van Muyden had onder meer vijf Franse Basken als harpoeniers en een Engelse loods aan boord; de overige bemanningsleden waren afkomstig uit Noord-Holland. Sardam voer in Engelse dienst. Twee jaar later richtten kooplieden uit Amsterdam, Delft en Medemblik met belangen in de walvisvaart op 27 januari 1614 de Noordse Compagnie op. Deze verkreeg op die datum voor een periode van drie jaar van Staten Generaal het alleenrecht te vissen in de Arctische kustwateren. Al snel sloten zich anderen uit alle belangrijke Nederlandse havensteden bij de Compagnie aan. Het door de Staten Generaal verleende octrooi werd in 1617 met vier jaar verlengd en daarna tot 1642 nog enkele malen vernieuwd.

## Organisatie

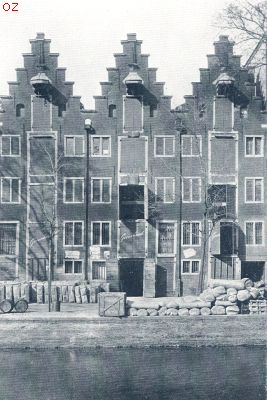
De Groenlandsche pakhuizen aan de Keizersgracht in Amsterdam, gebouwd in 1621. Hier vergaderde de Compagnie. Er waren vijf pakhuizen waarvan er nog drie over zijn.

Voor elke tocht, die een kamer van de Compagnie organiseerde, stortten een aantal personen geld - zij participeerden dus - en na afloop van zo’n tocht werd de winst direct verdeeld. Lambert van Tweenhuyzen, Hans Claesz, Tymen J. Hinlopen, en Jacques Nicquet behoorden tot de eerste inleggers.
De bewindhebbers van de Noordse Compagnie werden gekozen door de magistraat van de steden waar een kamer gevestigd was gekozen uit de hoofdparticipanten. De kamers waren zelfstandige economische eenheden met eigen kapitaal, eigen schepen en een eigen traankokerij en behuizing in het vangstgebied. Er waren kamers in Amsterdam, Hoorn, Enkhuizen, Rotterdam en Delft. Na 1616 namen ook Zeeuwen deel in de Compagnie; toen kregen ook Vlissingen, Middelburg en Veere een kamer. In 1636 werden twee Friese kamers opgericht: Harlingen en Stavoren. 
Als Compagnie verdedigden de gezamenlijke kamers hun rechten tegen anderen die in het octrooigebied ter walvisvaart gingen, zo nodig gesteund door een of meer oorlogsschepen van de Admiraliteit. Ze maakte ook afspraken om de traan niet beneden een afgesproken minimumprijs te verkopen; er stond een hoge boete op overtreding van deze afspraak. De kamers deelden in elkaars winsten waardoor ze niet in verleiding kwamen onder de prijs te handelen. Deze kartelafspraken gingen vooral over traan, maar betroffen later ook balein. Participanten droegen per scheepsreis het risico voor de activiteiten van een bepaalde kamer. Kooplieden hadden vaak in meerdere kamers een aandeel.
Veel grote investeerders staken hun geld na de oprichting van de West-Indische Compagnie in 1621 liever in deze onderneming. Kleinere participanten bleven in de Noordse Compagnie. Na 1630 werden door de Compagnie ook wel schepen voor gezamenlijke rekening uitgereed.

## Walvisvangst
Het vangstgebied van de Noordse Compagnie strekte zich uit van de Straat Davis bij Newfoundland tot het Russische Nova Zembla. Voor dit gebied had zij van de Staten Generaal het alleenrecht verkregen. De walvisvaart was strikt seizoensgebonden. Schepen en bemanningen verlieten in juni de diverse havens van de Republiek. Na een drie weken durende reis arriveerden zij in de kustwateren van Spitsbergen of Jan Mayen. In september of uiterlijk oktober keerden de schepen naar de Republiek terug. 
Al spoedig werden op Jan Mayen en Amsterdam-eiland, en wat later ook op het eilandje Zeeuwse Uitkijk, traankokerijen gebouwd waar het walvisspek werd verwerkt. Dit scheelde bij het vervoer naar Nederland aanmerkelijk in laadruimte en stank. Het walvisvangststation op het Spitsbergse Amsterdam-eiland werd Smeerenburg genoemd. Hierover is veel bekend geworden door archeologisch onderzoek dat rond 1980 door Nederlandse onderzoekers is verricht. Iedere kamer beschikte er over eigen traanovens. Verder waren er verblijfsgebouwen, werkplaatsen en een klein fort. In deze onherbergzame noordwesthoek van Spitsbergen liggen enkele honderden zeelui begraven die daar zijn gestorven gedurende de 17e eeuw. 

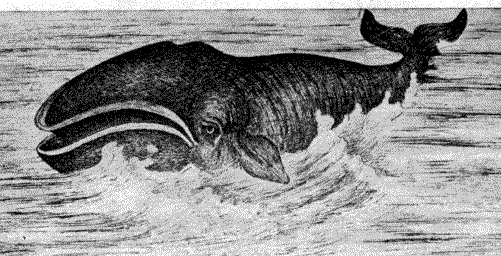
Groenlandse walvis

De kamers van de Compagnie bleven nog lange tijd gebruikmaken van Baskische harpoeniers en andere vaklieden. Geleidelijk aan waren er wel steeds meer Nederlandse en Noord-Duitse zeelieden die zich de kunst van het vangen en afspekken hadden eigen gemaakt. Er werd behalve op walvissen soms ook jacht gemaakt op walrussen, robben en ijsberen. De walrus leverde ivoor en de ijsbeer bont. Walvisbaleinen waren gewild voor het maken van schilderijlijsten, wandelstokken en mesheften.
Toen in het jaar 1642 de octrooiperiode was afgelopen, werd geen verlenging meer aangevraagd. Waarschijnlijk was de Compagnie toen al grotendeels uiteengevallen. Er is echter nooit een formele opheffingsvergadering gehouden. De kamers van Amsterdam en Harlingen bleven als onderneming voortbestaan. De walvisvaart was nu een voor iedereen toegestaan bedrijf geworden. Veel lieden die voorheen voor een van de kamers van de Noordse Compagnie voeren kwamen nu in particuliere dienst. Ging het in de tijd van de Compagnie om zo'n 15 schepen per jaar; kleine partenrederijen rustten in de tweede helft van de 17e eeuw per jaar ongeveer 200 schepen uit voor de walvisvangst. Het eerste kon de visstand goed verdragen, maar het tweede aantal zorgde op de lange duur voor het decimeren van de stand van de Groenlandse walvis en de Noordkaper.

## Varia
- Michiel de Ruyter, de latere admiraal en  Nederlands bekendste zeeheld, voer tussen 1633 en 1635 als stuurman op het schip De Groene Leeuw naar het Jan Mayen-Eyland om daar walvissen te vangen.[6]
- Tobias van Domselaer beschreef in 1657 Hoe de walvisschen gevangen worden.[7]
- Op de plaats van de huidige Amsterdamse wijk Kattenburg - ver buiten de stad - werd het walvisspek tot traan gekookt. De putten kwamen later tevoorschijn tijdens een renovatie van de wijk. Ze dateren óf uit de beginperiode van de Groenlandsche Compagnie óf werden gebruikt nadat Smeerenburg was opgegeven.
- Aan de deelname van de bevolking van de Waddeneilanden aan de walvisvaart herinneren nog de grafzerken van de commandeurs, die van walviskaken werden gemaakt.
- Op het graf van de Haagse burgemeester Abraham le Fever, bewindvoerder van de Noordse Compagnie, staat een verwijzing naar de walvisvaart: "Hy die den walvisch dwongh, en vet ontkookte rot hier selve in 't net des wallevischs"[8]